# Moschia
La Moschia (Meskheti, Mushki) è una regione montana della Georgia situata tra l'Iberia, l'Armenia e la Colchide.
I Monti Moschiani formavano la catena tra il Caucaso e l'Anti Tauro. Strabone menziona i monti Moschiani unitamente al Caucaso (Geografia, 11.2.1); egli dice che la regione dei moschi si trova oltre i fiumi Fasi, Glauco e Ippo (Geografia, 11.2.17), dove si trova
 (ibid)
Le genti di quell'area erano note come Moschi. Wilhelm Gesenius suggerì che i Moschi fossero discesi dalla biblica tribù dei mMshech, mentre secondo il rinomato esperto di studi caucasici Cyril Toumanoff, i Moschi furono le prime tribù proto-georgiane che vennero integrate nel primo antico stato georgiano della Colchide. I Moschi vengono menzionati nelle tavolette d'argilla, in scrittura cuneifome, di Tiglath-Pileser I di Assiria, risalenti al 1115-1100 a.C.; questi condusse una campagna militare contro di loro nel Nord della Commagene e nelle montagne d'Armenia.